# (7672) Hawking
(7672) Hawking ist ein Asteroid des inneren Hauptgürtels, der am 24. Oktober 1995 am Kleť-Observatorium in Südböhmen in der Nähe der Stadt Český Krumlov entdeckt wurde.
Der Asteroid wurde am 11. Februar 1998 nach dem britischen theoretischen Physiker und Astrophysiker Stephen Hawking (1942–2018) benannt, der, obwohl er seit 1968 auf einen Rollstuhl angewiesen war und 1985 die Fähigkeit zu sprechen verlor, bedeutende Arbeiten zur Kosmologie, Allgemeinen Relativitätstheorie und zu Schwarzen Löchern lieferte.